# ميخائيل برينان
ميخائيل برينان (بالإنجليزية: Michael Brennan)‏ هو ممثل بريطاني، ولد في 25 سبتمبر 1912 بلندن في المملكة المتحدة، وتوفي في 29 يونيو 1982 في المملكة المتحدة بسبب مرض.

## أعمال

### أفلام
- (1952) إيفانهوي[1][2]
- (1965) كرة الرعد

## وصلات خارجية
- ميخائيل برينان على موقع IMDb (الإنجليزية)
- ميخائيل برينان على موقع ألو سيني (الفرنسية)
- ميخائيل برينان على موقع أول موفي (الإنجليزية)
- ميخائيل برينان على موقع قاعدة بيانات الأفلام السويدية (السويدية)
- ميخائيل برينان على موقع قاعدة بيانات الفيلم (الإنجليزية)
- ميخائيل برينان على موقع كينوبويسك (الروسية)